# Jeff Chabot
Julian Jeffrey Gaston Chabot (ur. 12 lutego 1998 w Hanau) – niemiecki piłkarz francuskiego pochodzenia występujący na pozycji obrońcy. Wychowanek Eintrachtu Frankfurt, w trakcie swojej kariery grał także w takich zespołach, jak RB Leipzig II, Sparta Rotterdam, Groningen oraz Spezia. Młodzieżowy reprezentant Niemiec.